# Музей Маркіяна Шашкевича (Підлисся)

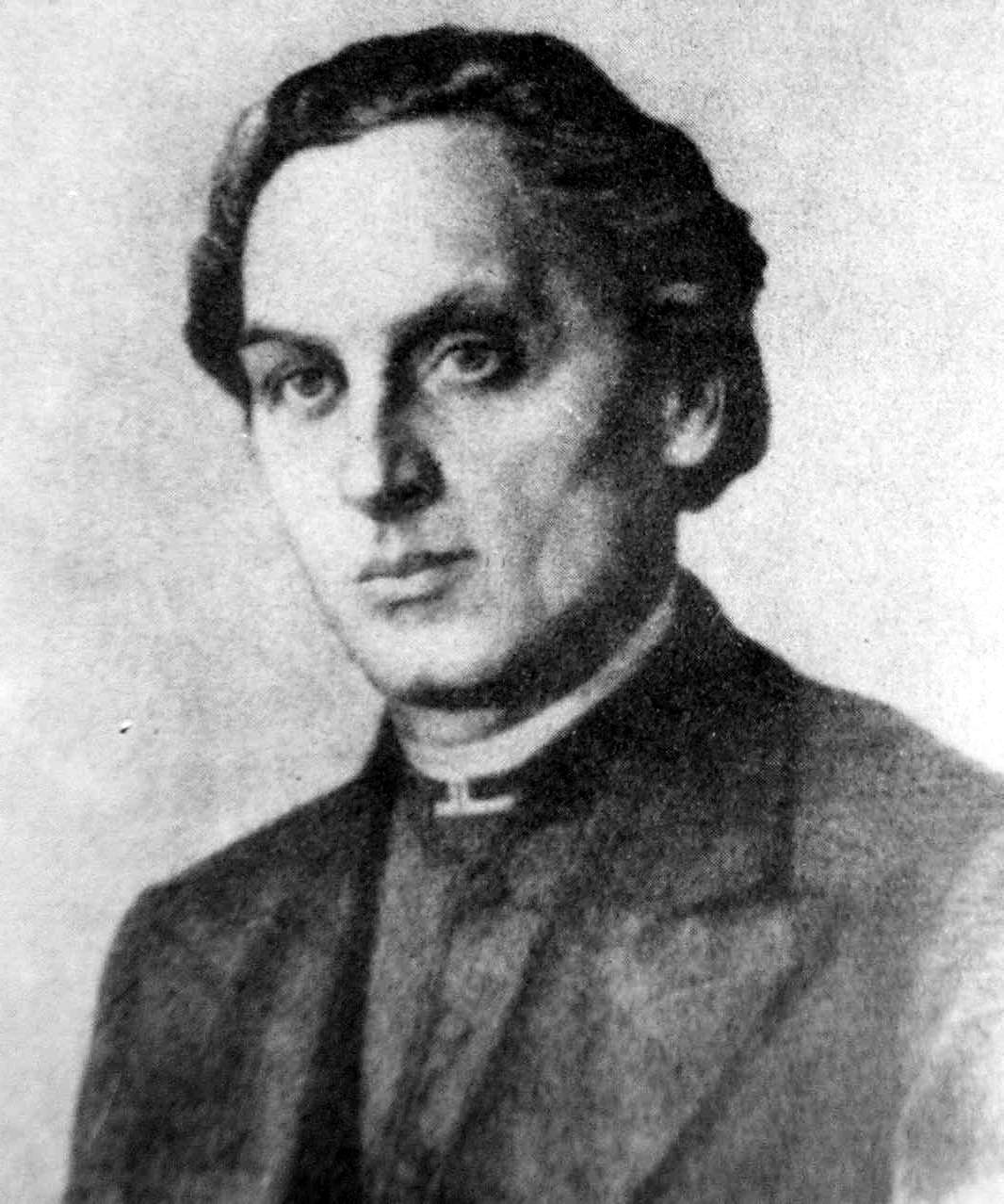
Маркіян Семенович Шашкевич

Музей Маркіяна Шашкевича — літературно-меморіальний музей, відкритий 1959 року при сільській бібліотеці родинного села поета Підлисся на Львівщині. 
Тут виставлено перші видання творів Маркіяна Шашкевича, першодрук «Русалки Дністрової», фотокопії рукописів, портрети, особисті речі та матеріали зі згадками про поета. 
У 1986 році на місці колишньої садиби дідуся Шашкевича по маминій лінії — отця Романа Авдиковського, відкрито музей-садибу Маркіяна Шашкевича (відділ Львівської галереї мистецтв). Будівлю (хата, стодола, комора) відновлено на основі архівних даних та літературних джерел і аналогів типових садиб першої половини XIX століття. Від часів Шашкевичів тут є залишки саду, криниця і старий дуб.